# 監察人
監察人（英語：Supervisor），是採雙軌制公司之職務，其單獨代表著公司監察權，負責公司業務執行的監督及公司會計的審計。

## 產生

### 組成
根據中華民國公司法，股份有限公司至少要設置一位監察人，至於公開發行公司，監察人則必須要有兩人以上，而依據上市審查準則，上市公司的監察人，人數需至少三人。

### 資格
根據中華民國公司法，所有監察人中，須至少有一位於中華民國國內有住所，現行的公司法已於2001年修訂，取消監察人需具有股東身分的限制。公司法亦禁止了監察人兼任公司任何職務，包含董事、經理人或其他職員。根據中華民國證券交易法，監察人與其餘監察人以及董事間，必須至少一位不得具有配偶亦或是二親等之內的親屬關係，而上市公司及上櫃公司監察人成員還另須符合上市櫃審查準則的獨立性要求。

## 監察權權限
- 募股設立時的調查與報告
- 調查公司業務與財務狀況
- 得列席董事會陳述意見
- 通知董事會停止違法行為
- 核對會計表冊及提出報告
- 公司發行新股時查核其財產出資
- 審查與清算完結時所造具的會計表冊
- 審查與清算人就任時造具的會計表冊

## 其餘權限

### 代表公司
在一般情況下，是由董事長代表公司，而在以下例外情形，監察人有權代表公司：
1. 代表公司委託律師以及會計師，而因為委託行為是代表公司，因此其委託為公司的委託行為，其所需費用公司負擔
2. 代表公司與董事訴訟，而訴訟包括所有民事、刑事訴訟
3. 代表公司與董事交涉，而這裡所指的董事也包括董事長
4. 應部分股東要求，代表公司對董事提起訴訟

### 召集股東會
1. 奉法院命令召開股東大會：依據公司法，法院得派檢查人之後，對於檢查人的報告認為必要之時，得命令監察人召開股東大會。
2. 自行召開董東會：召開股東大會原本是董事會的權責，但是依據公司法，除了董事會不為召開，亦或是不能召集股東大會之外，必要時，得召開股東大會。

### 報酬請求權
監察人有權請求報酬，而監察人的報酬通常都明訂在公司章程裡，如果沒有明訂，則應該由股東會議訂定，且不得事後追認。 

### 其他權利
監察人與公司，基於兩者之間乃是受任人關係，亦享有民法規定之受任人權利，包括代償債務請求權、損害賠償請求權及費用償還請求權等等。 

## 未設置監察人之公司
有些公司並非採取行董事及監察人雙軌制，而是採行單軌制，而在單軌制的公司之中，依據證券交易法，由全體獨立董事組成審計委員會，並規定人數不得少於三位，由其中一位擔任召集人，且應至少一位獨立董事具備財務或是會計專長。